# Family Portrait
Family Portrait è un brano di Pink, quarto ed ultimo singolo estratto dal suo secondo album, Missundaztood del 2001. La canzone è la storia di una famiglia che sta per finire in pezzi, mostrando i conflitti interni attraverso gli occhi un bambino.

## Video musicale
Il video musicale, diretto da Sophie Muller, è stato girato nel settembre 2002. La bambina presente nel video è l'attrice Kelsey Lewis ed è presente anche nel video Trouble.

## Tracce
CD maxi-singolo
1. Family Portrait (Radio Edit) - 3:50
2. Just like a Pill (Jacknife Lee Mix) - 3:46
3. Just like a Pill (Karaoke/Instrumental Version) - 3:51

CD singolo
1. Family Portrait (Radio Edit) - 3:50
2. Family Portrait (Album Version) - 4:56
3. My Vietnam (Live at La Scala) - 5:19
4. Family Portrait (Video)

## Classifiche
| Classifica (2002/2003)           | Posizione Più alta |
| -------------------------------- | ------------------ |
| Australia                        | 11                 |
| Austria                          | 11                 |
| Belgio                           | 8                  |
| Canada                           | 30                 |
| Danimarca                        | 6                  |
| Paesi Bassi                      | 5                  |
| Finlandia                        | 12                 |
| Francia                          | 23                 |
| Germania                         | 8                  |
| Nuova Zelanda                    | 5                  |
| Svezia                           | 5                  |
| Svizzera                         | 18                 |
| Regno Unito                      | 11                 |
| U.S. Billboard Hot 100           | 20                 |
| U.S. Billboard Top 40 Mainstream | 5                  |
| U.S. Billboard Top 40 Tracks     | 10                 |